# جامبا (شركة)
جامبا (بالإنجليزية: Jamba)‏ (عرفت سابقاً باسم جامبا جوس) هي شركة أمريكية، تنتج مشروبات العصائر والفواكه المخلوطة، والعديد من المنتجات المشابهة.

## التاريخ
أسسها كيرك بيرون في سان لويس أوبيسبو، كاليفورنيا عام 1990. ويقع مقرّها في أتلانتا في الولايات المتحدة الأمريكية.